# Leptocyclopodia laminata
Leptocyclopodia laminata är en tvåvingeart som beskrevs av Maa 1968. Leptocyclopodia laminata ingår i släktet Leptocyclopodia och familjen lusflugor. Inga underarter finns listade i Catalogue of Life.